# منزل الحبيب
منزل الحبيب إحدى مدن الجمهورية التونسية، وهي مقر معتمدية تابعة لولاية قابس. كانت تسمى سابقا العكازيات ثم أطلق عليها اسمها الحالي نسبة إلى الحبيب بورقيبة. وهي تبعد عن مدينة الحامة ب43 كلم وتتكون من 07 عمادات.
أصبحت منزل الحبيب معتمدية منذ سنة 1983 باذن من الزعيم الحبيب بورقيبة.

## الجغرافيا
تقع منزل الحبيب شمال ولاية قابس في إتجاه قفصة على مستوى الكم 61 على الطريق الوطنية رقم 15
تتميز بوجودها بين سلسلتي جبال بوهدمة وخنقة عيشة أين توجد محطة إرسال إذاعي ولاسلكي..
تعد منزل الحبيب المعتمدية الوحيدة في البلاد التونسية التي تحد 5 ولايات:
تمسح المعتمدية 1131 كم مربع وهي ثالث معتمديات الولاية من حيث المساحة كما بلغ عدد سكانها 10148 في أخر إحصاء للسكان 2014.
يوجد بالمنطقة الآن مركز معتمدية وحرس وطني، كذلك مجلس قروي ومسجد جامع هذا إضافةً إلى سوق أسبوعية تعد أهم أسواق الولاية والمناطق المجاورة..
هناك أيضاً معهد ثانوي وإثنين مدارس اعدادية وعدة مدارس ابتدائية ومركز رعاية صحية وعدة مستوصفات وإدارة فلاحة ومنابت للغابات..
تتركز بالمنطقة تربية الماشية وبعض الفلاحة البعلية.. هناك من الأنشطة التجارية محلات تجارية وسوق أسبوعية وبعض المقاهي..
توجد بالمعتمدية دار للشباب ودار ثقافة ونادي إعلامية
في حين أنها تفتقر لناد رياضي أو ملعب كرة قدم أو ماشابه..
تعاني المنطقة من مشاكل التصحر وانجراف التربة..